# Vorskwab
De vorskwab (Raniceps raninus) is een bodembewonende (bentische) vis uit de familie van de kabeljauwen Gadidae. De vis komt voor langs de kusten van Europa van de Golf van Biskaje, rond de Britse Eilanden, IJsland en Noorwegen.

## Beschrijving
De vis is gemiddeld 20 cm en kan een lengte van maximaal 27,5 cm bereiken. De vorskwab toont enige gelijkenis met een groot uitgevallen kikkervisje met zijn opvallende brede en bolle kop, zijn zwart glimmend lichaam en de grote zwarte ogen. Ook de mond, met grote dikke lippen, is erg karakteristiek voor deze vis, die geen snelle zwemmer is.
Hij voedt zich met kleine kreeftachtigen, bodemvisjes en weekdieren. Die spoort hij op met behulp van zijn gevoelige baarddraad. Het zijn solitair en nogal verborgen levende vissen die leven in kustwateren op rotsachtige zeebodems of zandige bodems die met zeewier zijn bedekt, op een voorkeursdiepte tussen de 10 en 20 m.

## Voorkomen in Nederland
De vorskwab kwam sporadisch voor langs de Nederlandse kusten totdat er in de jaren 1970 meldingen van tientallen jonge exemplaren uit de Grevelingen kwamen. De soort staat als gevoelig op de Nederlandse Rode Lijst maar niet op de internationale Rode Lijst van de IUCN. Trends in het voorkomen van de vorskwab worden sinds 1994 door de stichting ANEMOON met behulp van waarnemingen door sportduikers in de Oosterschelde en het Grevelingenmeer bijgehouden.